# Serrat del Gatnau
Il serrat del Gatnau è una catena montuosa situata nel comune spagnolo di Les Valls d'Aguilar, comarca dell'Alt Urgell, nella regione della Catalogna, con una altezza massima di 1686 metri sul livello del mare.